# Maria Dorothea Wagner
Maria Dorothea Wagner (* 10. Januar 1719 in Weimar; † 10. Februar 1792 in Meißen) war eine deutsche Malerin und Zeichnerin sächsischer Landschaften. 

## Leben
Wagner war die Tochter des Hofmalers Johann Georg Dietrich (1684–1752) und dessen Frau Johanna Dorothea, einer Tochter des Hofmalers Johann Ernst Rentsch. Ihr Bruder Christian Wilhelm Ernst Dietrich war ebenso Maler, weitere Geschwister arbeiteten an der Meißner Porzellanmanufaktur als Porzellanmalerin bzw. -maler. Das Zeichnen lernte sie unter Anleitung ihres Vaters und nahm später privaten Unterricht bei Johann Heinrich Tischbein d.Ä. Auch nach ihrer Heirat mit Johann Jakob Wagner, einem Porzellanmaler an der Meißner Porzellanmanufaktur, war sie  als Künstlerin tätig und studierte 1776 bis 1782 an der Kasseler Kunstakademie. Ihr gemeinsamer Sohn Johann Georg Wagner widmete sich später der Landschaftsmalerei.
Wagner zeichnete zumeist mit Sepia oder Gouache, ihre Gemälde zeigen meist Landschaften mit wenigen Staffagefiguren, welche sich durch eine asymmetrische Kompositionsweise und hinzugefügte Ruinen, einzelne Bäume oder Wasserfälle auszeichnen. Darin knüpfte sie, nach dem Vorbild ihres Bruders, an die niederländischen Meister des 17. Jahrhunderts an, ihre Landschaften zeigen eine Nähe zu Johann Christian Klengel.
Zahlreiche ihrer Werke wurden von Kupferstechern wie Johann Michael Frey und Johann Gottlob Schumann vervielfältigt und wurden von Adrian Zingg, Karl Gottfried Traugott Faber oder Johan Christian Clausen Dahl auch noch lange nach ihrem Tode als Vorlagen für deren Schüler genutzt.
Neben Johanna Marianne Freystein war Wagner die einzige Frau in der sächsischen Landschaftsmalerei, gehörte zu den wenigen geschäftlich erfolgreichen Künstlerinnen des 18. Jahrhunderts und nahm unter ihren männlichen Kollegen einen anerkannten Platz ein.

## Werke

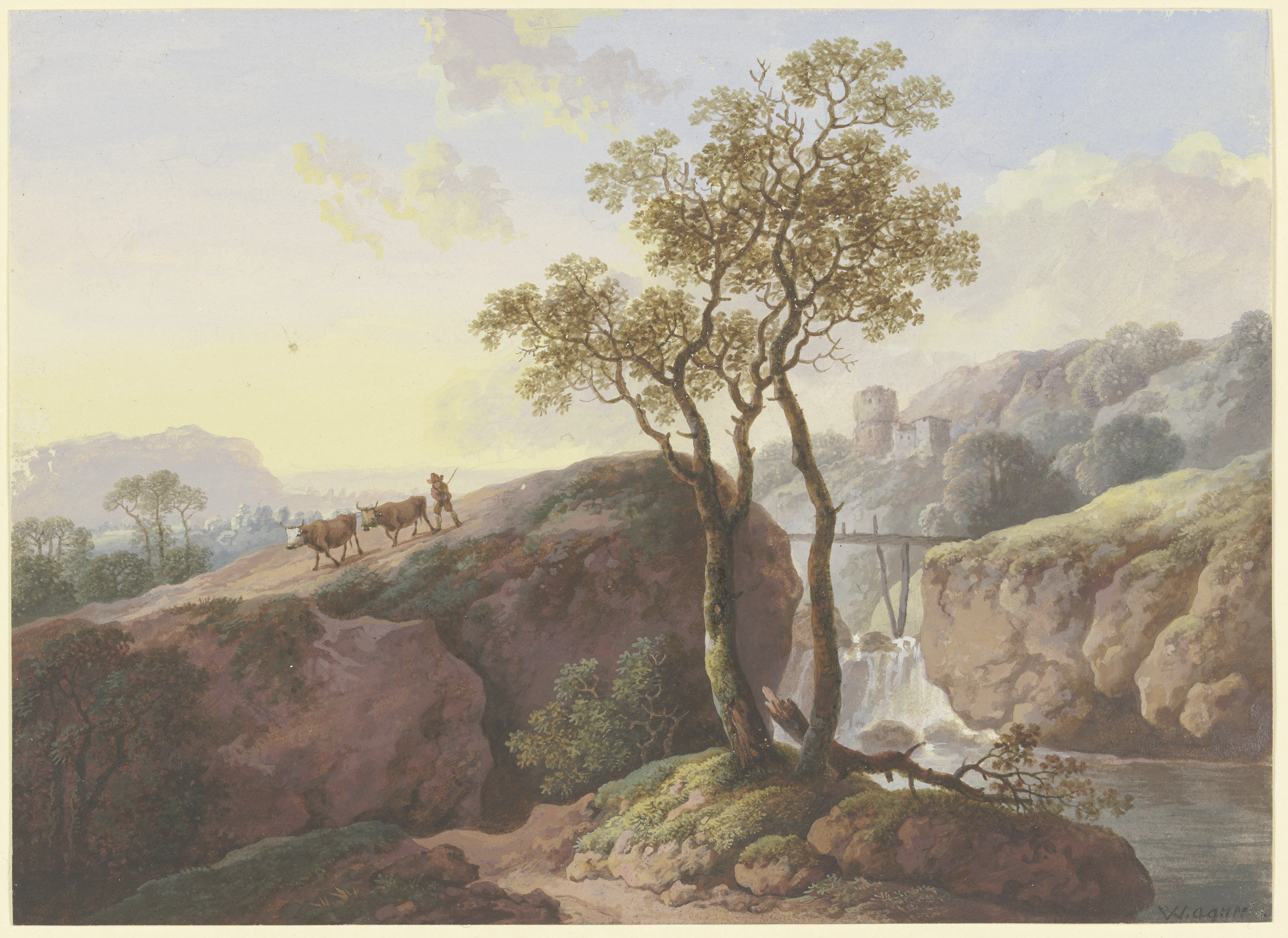
Maria Dorothea Wagner – Landschaft mit Wasserfall

- Aufsteigender Hohlweg am Fluss,  Tempera, Städel-Museum, Frankfurt am Main, Grafische Sammlung
- Landschaft mit Wasserfall,  Tempera, Städel-Museum, Frankfurt/Main
- Im Mühlengrund, um 1747, Öl auf Holz
- Landschaft mit strohbedeckter Hütte, 1776, Rötel über Graphit, Staatliche Grafische Sammlung München
- Landschaft mit Ruinen, Öl auf Leinwand, Anhaltische Gemäldegalerie Dessau
- Landschaft mit Ruinen (Pendant), Öl auf Leinwand, Anhaltische Gemäldegalerie Dessau
- Flusslandschaft mit felsigen Ufern, Öl auf Leinwand, Anhaltische Gemäldegalerie Dessau
- Flusslandschaft mit felsigen Ufern bei untergehender Sonne, Öl auf Leinwand, Anhaltische Gemäldegalerie Dessau
- Gebirgslandschaft mit einer Holzbrücke, Öl auf Holz, ebd.; Gebirgslandschaft, Öl auf Holz, Anhaltische Gemäldegalerie Dessau
- Gehöft unter Bäumen, Pinsel in Sepia, Staatliche Kunstsammlungen Dresden, Kupferstich-Kabinett
- Steg über Fluss, Pinsel in Sepia, Staatliche Kunstsammlungen Dresden, Kupferstich-Kabinett
- Burg auf einem Felsen über einem Flusstal, Tempera, Städel-Museum Frankfurt/Main, Grafische Sammlung
- Flusslandschaft, Öl auf Buchenholz, Stiftung Schloss Friedenstein, Gotha
- Gebirgslandschaft mit Wasserfall, Öl auf Buchenholz, Stiftung Schloss Friedenstein Gotha
- Felsige Landschaft mit Wassermühle, Öl auf Holz
- Flusslandschaft mit Brücke und Dorf, Öl auf Holz
- Rinder auf der Weide, Graphit, Albertina Wien, Grafische Sammlung